# 大維斯巴赫峰

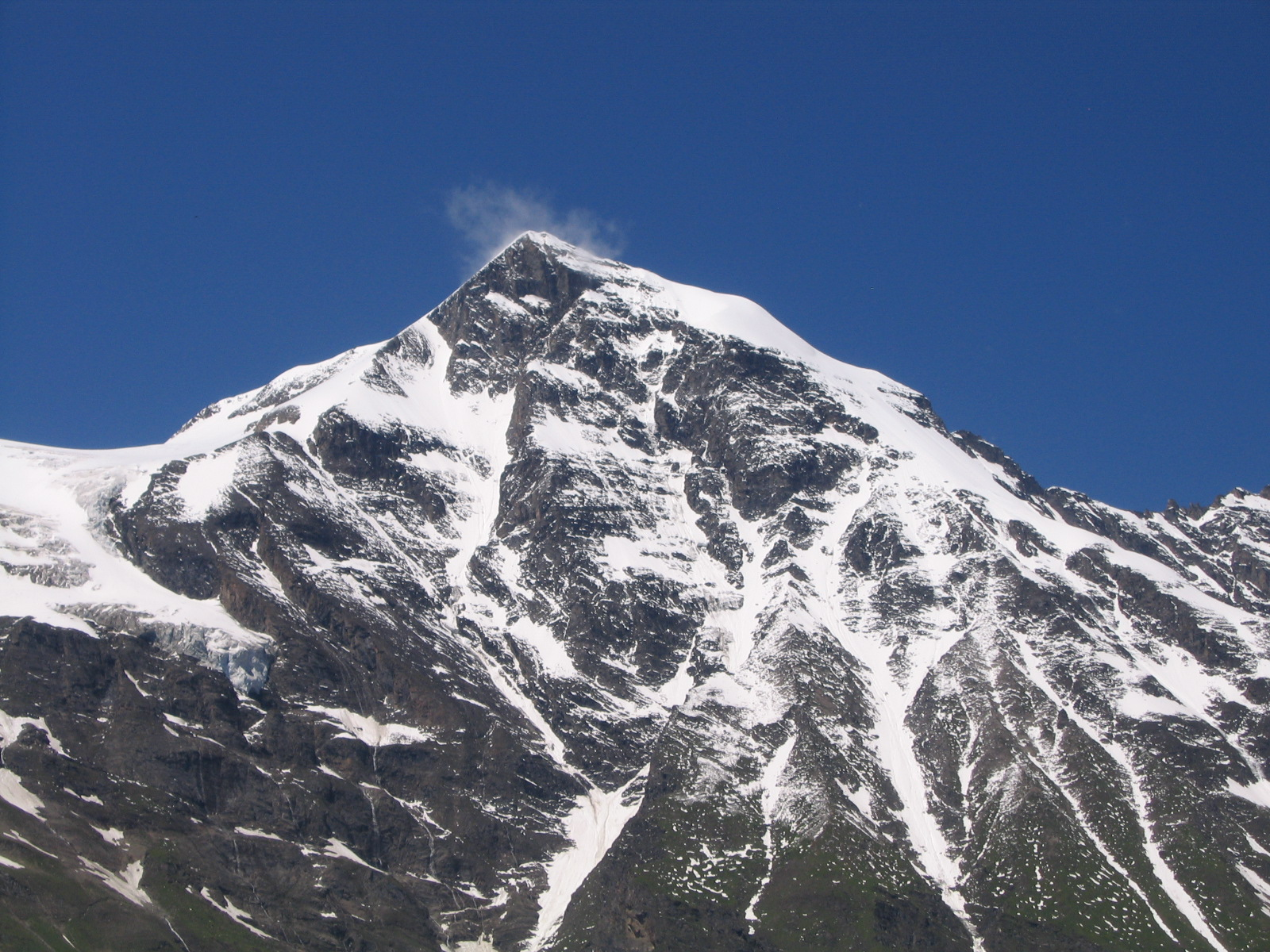

47°9′25″N 12°45′18″E / 47.15694°N 12.75500°E
大維斯巴赫峰（德語：Großes Wiesbachhorn），是奧地利的山峰，位於該國西部，由薩爾茲堡州負責管轄，屬於高地陶恩山脈的一部分，海拔高度3,564米，人類在十八世紀首次登頂。